# Gabriele-von-Bülow-Gymnasium
Das Gabriele-von-Bülow-Gymnasium (abgekürzt: GvB) ist ein Gymnasium im Berliner Ortsteil Tegel.

## Geschichte
Die Schule wurde 1890 erstmals als private Mädchenschule gegründet. 1902 erfolgte die Umwandlung in eine öffentliche Mädchenschule, die zunächst aus gerade mal zwei Klassen mit insgesamt 28 Schülern sowie zwei Lehrerinnen bestand. 1908 wurde sie zu einer „Höheren Töchterschule“. 1911 erfolgte der Einzug in die evangelische Borsigschule in der Schöneberger Allee. Am 25. Dezember 1912 wurde die Schule in Lyzeum Tegel umbenannt. Bis 1922 wurde die Primarstufe abgebaut, sodass in der Schule nur noch die Jahrgänge 5–10 unterrichtet wurden. Am 11. August 1923 zogen die Schüler in das heutige Schulgebäude im Tile-Brügge-Weg (zu der Zeit Steinbergstraße), das zwei Jahre zuvor von der Firma Borsig errichtet worden war. Seither liegt das Schulgebäude in der Nähe des Humboldt-Gymnasiums. 1927 wurde eine „einjährige Frauenschule“ im Anschluss an die 10. Klasse eingeführt.
1938 folgte dann die Benennung nach Gabriele von Bülow, Tochter von Caroline und Wilhelm von Humboldt und Ehefrau des späteren preußischen Außenministers Heinrich von Bülow. Sie verbrachte eine lange Zeit in Tegel.
Der Schulbetrieb wurde nach einer kurzen kriegsbedingten Unterbrechung im Sommer 1945 wieder aufgenommen. In den nachfolgenden Jahren wurden auch Jungen als Schüler zugelassen, wobei Mädchen allerdings noch lange Zeit die Mehrheit stellten.

## Besonderheiten
Bei der Anmeldung entscheiden sich die zukünftigen Schülerinnen und Schüler der GvB für Französisch oder Latein als zweite Fremdsprache.
Außerdem bietet das Gymnasium die Möglichkeit, ab Klasse 7 den bilingualen Zweig Deutsch-Englisch zu wählen. Ab der siebten Klasse erhalten die Schüler neben dem regulären noch zusätzlichen Englischunterricht; ab Klasse 8 wird das Fach Geografie in englischer Sprache unterrichtet. Im Wahlpflichtbereich ab Jahrgang 8 gibt es ein erweitertes englischsprachiges Angebot, das sich an die Schülerinnen und Schüler sowohl der bilingualen als auch der Regelklassen wendet, z. B. Drama, Science, Health. Die Teilnahme am Leistungskurs Englisch wird den bilingualen Klassen empfohlen, ist aber nicht verpflichtend.
Im Rahmen der Bläserklasse können die Schülerinnen und Schüler in den Jahrgängen 7 und 8 das Spiel der Querflöte, Klarinette, Saxophon, Trompete, Posaune, Euphonium oder Tuba erlernen.
Das Gabriele-von-Bülow-Gymnasium ist eines von zwei Gymnasien in Berlin, an dem Polnischunterricht angeboten wird. Die Fremdsprache wird im Rahmen des Wahlpflichtunterrichts in Klasse 8 begonnen und durchgängig bis zum Abitur unterrichtet.
Die Schule nimmt am Berliner Programm zur vertieften Berufsorientierung (BvBO) teil und bietet ihren Schülern eine Unterstützung bei der Berufsorientierung und Berufswahlentscheidung.
Seit Oktober 2020 ist das Gabriele-von-Bülow Gymnasium Teil des Programms „Begabtes Berlin“.

## Partnerschaften
Das Gabriele-von-Bülow-Gymnasium ist Europäische Begegnungsschule mit Polen und führt Austauschprogramme mit verschiedenen polnischen Oberschulen durch. Neben dieser besonderen Verbindung unterhält die Schule gute Partnerschaften zu anderen ausländischen Schulen, z. B. in Paris und auf La Réunion.

## Bekannte Schüler
- Waltraud Falk, Wirtschaftswissenschaftlerin
- Julian Heun, Poetryslammer
- Martin André Völker, Kulturwissenschaftler und Autor
- Vanessa Heinz, Musicaldarstellerin
- Rüdiger Lotz, Diplomat